# Sommerspiele Perchtoldsdorf

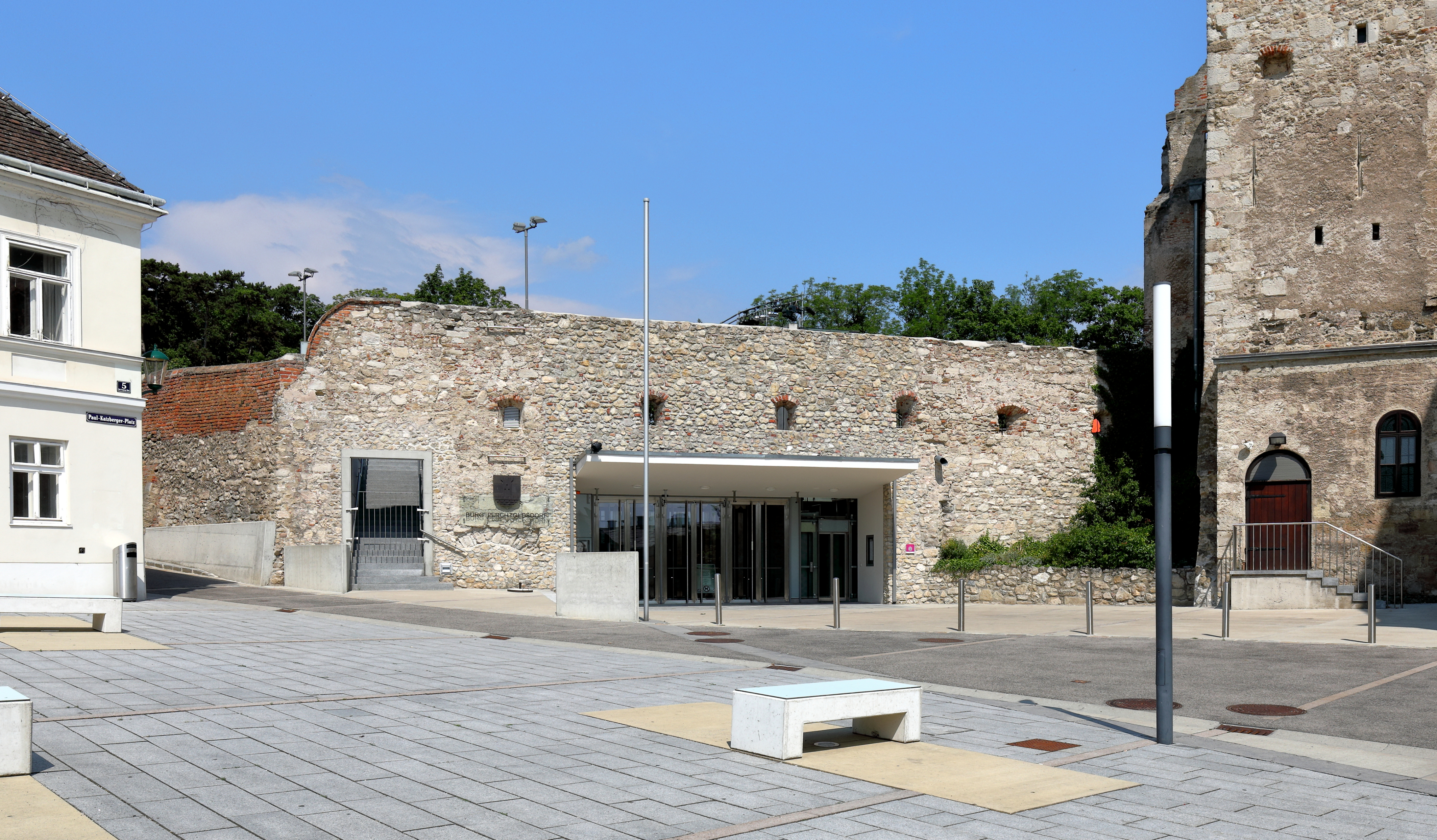
Burgvorplatz mit dem Haupteingang zu den Sommerspielen

Die Sommerspiele Perchtoldsdorf sind ein jährlich stattfindendes Theaterfestival in Perchtoldsdorf in Niederösterreich.

## Geschichte
Die Veranstaltung findet seit 1976 jährlich im Juli statt. Seit 1994 ist das Festival Mitglied des Vereines Theaterfest Niederösterreich. Pro Saison wird jeweils ein Stück aufgeführt, 2016 wurden die Aufführungen von rund 9500 Menschen besucht.
Von 1981 bis 1996 war Jürgen Wilke Intendant der Sommerspiele, von 1999 bis 2001 war dies Gerhard Tötschinger und anschließend bis 2007 Wolfgang Löhnert. Nach einer Spielpause 2008 und 2009 wegen Umbauarbeiten war Barbara Bissmeier (auch Bißmeier) von 2010 bis 2013 künstlerische Leiterin. Von 2014 bis 2022 leitete Michael Sturminger das Festival. Die Intendanten Jürgen Wilke, Gerhard Tötschinger und Michael Sturminger führten außerdem auch Regie.

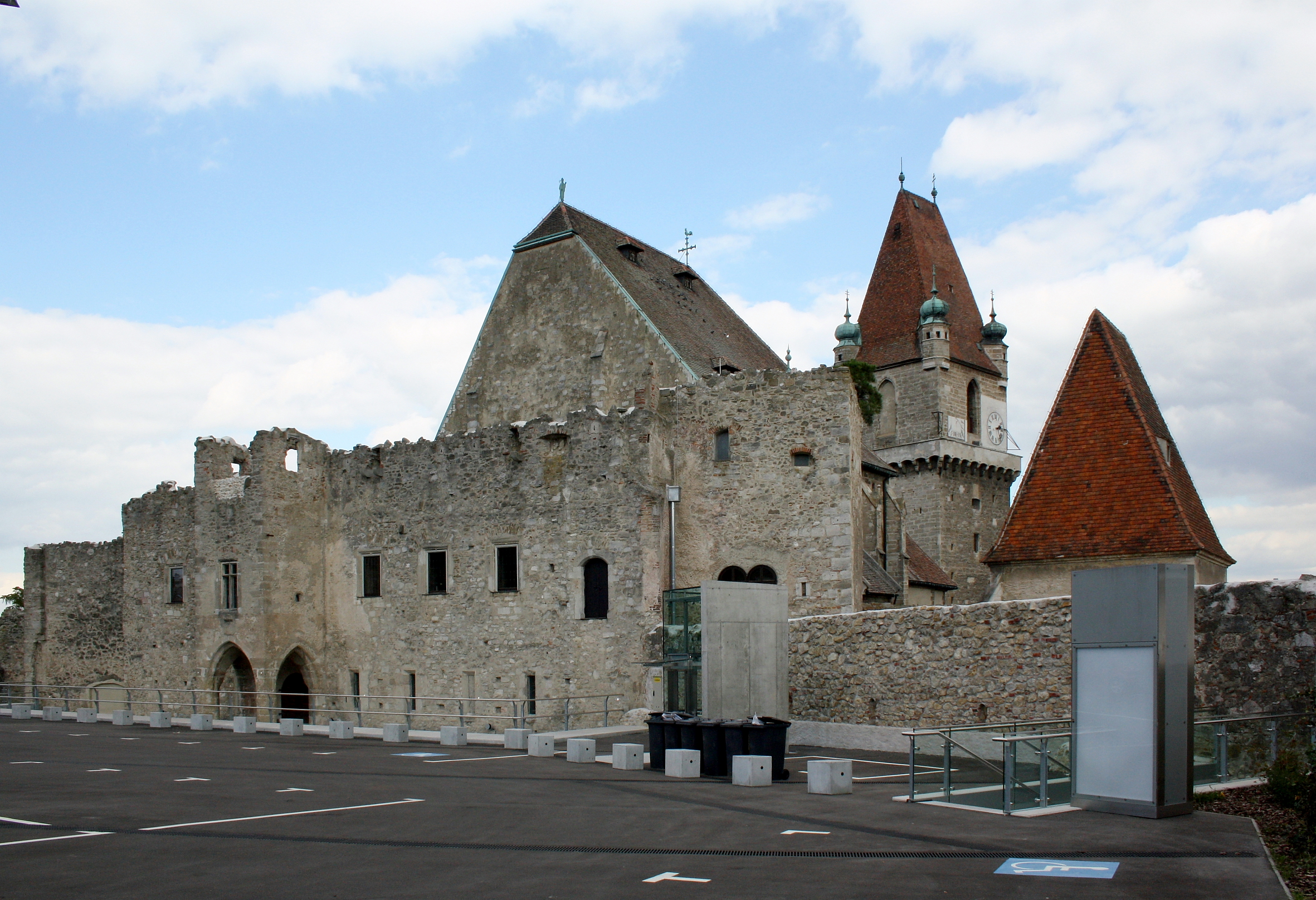
Ehemaliger Burghof mit Burgmauer als „Schönwetter-Spielstätte“

Die Aufführungen finden im ehemaligen Burghof der Burg Perchtoldsdorf statt. 2008 und 2009 fanden wegen Umbauten und der Errichtung eines Veranstaltungssaales für 400 Personen unter dem Burghof keine Vorstellungen statt. Seit 2010 ist aufgrund dieser neuen wetterfesten Ersatzspielstätte ein durchgehender Spielbetrieb möglich. Von 2009 bis 2019 war die Perchtoldsdorfer Betriebs-GmbH Veranstalter der Sommerspiele Perchtoldsdorf. Von 2020 bis 2022 trat die Marktgemeinde Perchtoldsdorf selbst als Veranstalterin auf. Seit 2023 richtet der 2022 neu gegründete Verein Sommerspiele Perchtoldsdorf die Sommerspiele aus.
Finanzielle Unterstützung erhält die Veranstaltung von der Gemeinde Perchtoldsdorf und dem Land Niederösterreich.
2020 wurden die Sommerspiele aufgrund der COVID-19-Pandemie von Juli auf August verschoben. 2023 übernahm Alexander Paul Kubelka die Intendanz. Für die 17 Vorstellungen von Don Quijote wurden rund 8300 Tickets verkauft, um rund 3000 mehr als im Vorjahr bei Michail Bulgakows Molière oder der Heiligenschein der Scheinheiligen, die Auslastung betrug 92 Prozent.

## Intendanten
- 1976 bis 1979: Jürgen Kaizik[5]
- 1981 bis 1996: Jürgen Wilke
- 1997: Tamás Ferkay
- 1998: Gastspiel des Salzburger Landestheaters
- 1999 bis 2001: Gerhard Tötschinger
- 2002 bis 2007: Wolfgang Löhnert
- 2008 und 2009: Spielpause wegen des Ausbaues der Burg Perchtoldsdorf
- 2010 bis 2013: Barbara Bissmeier[3][5], auch Bißmeier
- 2014 bis 2022: Michael Sturminger[4]
- ab 2023: Alexander Paul Kubelka[11][12]

## Aufführungen

### Intendanz Jürgen Kaizik (1976–1979)
- 1976: Der Petersdorfer Jedermann (Karl Leopold Schubert)[13][5]
  - Regie Jürgen Kaizik, mit Adelheid Picha, Peter Schratt, Katharina Manker
- 1977: Mutter Courage und ihre Kinder (Bert Brecht)
  - Regie Jürgen Kaizik, mit Hilde Sochor, Katharina Manker, Uwe Falkenbach, Adelheid Picha
- 1978: Die Räuber (Friedrich von Schiller)
  - Regie Jürgen Kaizik, mit Ernst Meister, Dieter Witting, Heribert Sasse, Adelheid Picha, Heinz Petters
- 1979: Der zerbrochne Krug (Heinrich von Kleist)
  - Regie Jürgen Kaizik, mit Uwe Falkenbach, Ernst Meister, Hilde Sochor, Katharina Manker, Bruno Thost

### Intendanz Jürgen Wilke (1981–1996)
- 1981: Becket oder die Ehre Gottes (Jean Anouilh)[13][5]
  - Regie Jürgen Wilke, mit Heinrich Schweiger, Frank Hoffmann, Peter Gerhard, Hans Peter Heinzl, Elisabeth Epp, Else Ludwig
- 1982: Urfaust (Johann Wolfgang von Goethe)
  - Regie Jürgen Wilke, mit Heinrich Schweiger, Klausjürgen Wussow, Götz Kaufmann, Peter Gerhard, Ida Krottendorf, Krista Posch, Christine Kain
- 1983: 1683 – Die gar köstlichen Folgen einer mißglückten Belagerung (Franz Hiesel; Uraufführung)
  - Regie Jürgen Wilke, mit Kurt Jaggberg, Sieghardt Rupp, Erwin Steinhauer, Kurt Sobotka, Michael Janisch
- 1984: Was ihr wollt (William Shakespeare)
  - Regie Frank Hoffmann, mit Wilfried Baasner, Frank Hoffmann, Michael Janisch, Detlev Eckstein, Rudolf Melichar, Hilke Ruthner
- 1985: Hamlet (William Shakespeare)
  - Regie Jürgen Wilke, mit Jacques Breuer, Kurt Schossmann, Heinrich Schweiger, Detlev Eckstein, Erich Aberle, Dieter Witting, Else Ludwig
- 1986: Don Carlos (Friedrich von Schiller)
  - Regie Jürgen Wilke/Heinrich Schweiger, mit Heinrich Schweiger, Rudolf Melichar, Bert Fortell, Franz Josef Csencsits, Christine Kain
- 1987: Der Besuch der alten Dame (Friedrich Dürrenmatt)
  - Regie Fritz Zecha, mit Gisela Uhlen, Vera Borek, Bernhard Hall, Uwe Falkenbach, Traute Wassler, Erich Aberle
- 1988: Dantons Tod (Georg Büchner)
  - Regie Jürgen Wilke, mit Raimund Harmstorf, Rudolf Melichar, Bruno Thost, Dieter Witting, Isabell Weicken, Helmut Janatsch, Bruno Thost, Isabella Fritdum
- 1989: Katharina Knie (Carl Zuckmayer)
  - Regie Jürgen Wilke, mit Herwig Seeböck, Barbara Wussow, Robert Hauer-Riedl, Dieter Witting, Curth Anatol Tichy, Julia Gschnitzer
- 1990: Herr Puntila und sein Knecht Matti (Bert Brecht)
  - Regie Jürgen Wilke/Heinrich Schweiger, mit Herwig Seeböck, Robert Hauer-Riedl, Thomas Egg, Mirjam Ploteny, Marika Lichter, Julia Gschnitzer
- 1991: Ein Bruderzwist in Habsburg (Franz Grillparzer)
  - Regie Jürgen Wilke, mit Romuald Pekny, Rudolf Melichar, Ulrich Reinthaller, Bernd Birkhahn, Karl Hoess
- 1992: Nathan der Weise (Gotthold Ephraim Lessing)
  - Regie Jürgen Wilke, mit Romuald Pekny, Klaus Behrendt, Thomas Stroux, Curth Anatol Tichy, Julia Gschnitzer, Proschat Madani
- 1993: Romeo und Julia (William Shakespeare)
  - Regie Jürgen Wilke, mit Sascha Wussow, Ruth Brauer, Stephan Paryla-Raky, Robert Hauer-Riedl, Trude Ackermann
- 1994: Wallenstein (Friedrich Schiller)
  - Regie Jürgen Wilke, mit Robert Hauer-Riedl, Romuald Pekny, Rudolf Melichar, Detlev Eckstein, Kurt Schossmann, Elisabeth Augustin, Luzia Nistler
- 1995: Amphitryon (Peter Hacks)
  - Regie Jürgen Wilke, mit Joachim Hansen, Klaus Behrendt, Robert Hauer-Riedl, Detlev Eckstein, Proschat Madani
- 1996: Ein Sommernachtstraum (William Shakespeare)
  - Regie Peter M. Preissler, mit Heinz Ehrenfreund, Joachim Hansen, Erich Padalewski, Stephan Paryla-Raky, Ingo Neise, Susann Winter

### Intendanz Tamás Ferkay (1997)
- 1997: Othello (William Shakespeare)[13][5]
  - Regie Tamas Ferkay, mit Anna Franziska Srna, Christofer von Beau, Peter Uray, Herwig Seeböck, Sabine Muhar

### Gastspiel des Salzburger Landestheaters (1998)
- 1998: Emilia Galotti (Gotthold Ephraim Lessing)[13][5]
  - Regie Gerd Hagen Seebach, mit Alexandra Krismer, Wolfgang Kraßnitzer, Peter Scholz

### Intendanz Gerhard Tötschinger (1999–2001)
- 1999: Die vier Grobiane (Carlo Goldoni)[13][5]
  - Regie Gerhard Tötschinger, mit Mijou Kovacs, Alexandra von Koczian, Hanne Rohrer, Dieter Witting, Adolf Peichl
- 2000: Der Impresario von Smyrna (Carlo Goldoni)
  - Regie Ferruccio Soleri, mit Waldemar Kmentt, Susanne Michel, Guggi Löwinger, Sibylle Widauer, Friedrich W. Schwardtmann, Dieter Witting
- 2001: Il Campiello (Carlo Goldoni)
  - Regie Gerhard Tötschinger, mit Gabriela Benesch, Andrea Kiesling, Eva Klemt, Guggi Löwinger, Gerhard Dorfer, Peter Minich, Dieter Witting

### Intendanz Wolfgang Löhnert (2002–2007)
- 2002: Geschichten aus dem Wiener Wald (Ödön von Horvath)[13][5]
  - Regie Michael Sturminger, mit Karl Markovics, Branko Samarovski, Gerti Drassl, Erni Mangold, Toni Slama, Vera Borek
- 2003: Was ihr wollt (William Shakespeare)
  - Regie Michael Sturminger, mit Karl Markovics, Branko Samarovski, Traute Hoess, Gerti Drassl, Chulpan Khamatova
- 2004: Kasimir und Karoline (Ödön von Horvath)
  - Regie Janusz Kica, mit Branko Samarovski, Chris Pichler, Hanno Pöschl, Melita Jurisic, Andreas Bittl
- 2005: Tartuffe (Molière)
  - Regie Michael Sturminger, mit Markus Hering, Dorothee Hartinger, Josefin Platt, Sylvia Fenz, Georg Friedrich, Christoph Grissemann, Franziska Weisz
- 2006: Don Quijote von La Mancha (nach Miguel de Cervantes Saavedra)
  - Regie Ioan C. Toma, mit Johannes Terne, Siegfried Walther, Eva Maria Marold, Thomas Stolzetti, Stefano Bernardin, Anna Zlotovsskaia (Geigerin)
- 2007: Faust (Johann Wolfgang von Goethe)
  - Regie Ioan C. Toma, mit Peter Scholz, Erich Schleyer, Hilde Sochor, Silvia Meisterle, Stefano Bernardin, Victor Kautsch, Andrej Serkow (Akkordeon)

### Intendanz Barbara Bissmeier (2010–2013)
- 2010: Hamlet (William Shakespeare)[13][5]
  - Regie Ioan C. Toma, mit Florian Teichtmeister, Silvia Meisterle, Peter Scholz, Christian Brandauer, Doina Weber, Florentin Groll
- 2011: Lysistrate (Aristophanes)
  - Regie Ioan C. Toma, mit Mercedes Echerer, Peter Scholz, Christa Schwertsik, Tania Golden, Melita Jurisic, Sven Katschte, Kurt Schwertsik
- 2012: Macbeth (William Shakespeare)
  - Regie Hakon Hirzenberger, mit Dietmar König, Alexandra Henkel, Max Mayer, Stefano Bernardin, Eduard Wildner, Sven Sorring, Sven Kaschte, Daniel Keberle, Florian Carove
- 2013: Der Revisor (Nikolai Gogol)
  - Regie Christine Wipplinger, mit Fritz Hammel, Raphael von Bargen, Petra Strasser, Sven Dolinski, Oliver Huether, Georg Kusztrich, I Stangl, Katharina Haudum

### Intendanz Michael Sturminger (2014–2022)
- 2014: Das Käthchen von Heilbronn (Heinrich von Kleist)[13][5]
  - Regie Maria Happel, mit Anna Unterberger, Nikolaus Barton, Wolfgang Hübsch, Veronika Glatzner, Dirk Nocker, Maria Happel, Cornelia Köndgen, Michael Masula, Helmut Bohatsch, Alexander Tschernek, Helene Stupnicki, Sebastian Edtbauer, Aaron Friesz
- 2015: Der Sturm (William Shakespeare)
  - Regie Michael Sturminger, mit Andreas Patton, Veronika Glatzner, Nadine Zeintl, Beatrix Doderer, Karl Walter Sprungala, Markus Kofler, Roman Blumenschein, Michael Masula, Nikolaus Barton, Josephine Bloéb, Aaron Friesz, Rafael Nicholas, Petra Staduan
- 2016: Ein Sommernachtstraum (William Shakespeare)
  - Regie Michael Sturminger, mit Andreas Patton, Veronika Glatzner, Karl Walter Sprungala, Markus Kofler, Nikolaus Barton, Julia Franz Richter, Sophie Aujesky, Benjamin Vanyek, Jan Hutter, Michael Pogo Kreiner, Raphael Nicholas, Petra Staduan
- 2017: Minna von Barnhelm (Gotthold Ephraim Lessing)
  - Regie Veronika Glatzner, mit Marie-Christine Friedrich, Anna Unterberger, Andreas Patton, Dominik Warta, Nikolaus Barton, Roman Blumenschein, Michael Pogo Kreiner, Petra Staduan und Raphael Nicholas.
- 2018: Ernst ist das Leben (Bunbury) von Elfriede Jelinek nach Oscar Wilde in Koproduktion mit dem Stadttheater Klagenfurt
  - Regie Michael Sturminger, mit Raphaela Möst, Elzemarieke de Vos, Michou Friesz, Maria Hofstätter, Marie-Christine Friedrich, Karola Niederhuber, Miriam Fussenegger und Maresi Riegner[14]
- 2019: Onkel Wanja (Anton Tschechow)
  - Regie Michael Sturminger, mit Andreas Patton, Jörg Witte, Virginia V. Hartmann, Emanuel Fellmer, Laura Laufenberg, Alexander Tschernek, Michou Friesz, Inge Maux
- 2020: Romeo und Julia (William Shakespeare)
  - Regie Veronika Glatzner, mit Valentin Postlmayr, Lena Kalisch, Emanuel Fellmer, Marie-Christine Friedrich, Roman Blumenschein, Marion Reiser, Raphael Nicholas, Karl Walter Sprungala, Lukas Gander, Nikita Dendl
- 2021: Der zerbrochne Krug (Heinrich von Kleist)
  - Regie Veronika Glatzner, mit Kai Maertens, Dominik Warta, Emanuel Fellmer, Birgit Stöger, Hannah Rang, Phillipp Laabmayr, Marie-Christine Friedrich

- 2022: Molière oder die Verschwörung der Scheinheiligen (Michail Bulgakow)
  - Regie: Michael Sturminger, mit Wojo van Brouwer, Hannah Rang, Veronika Glatzner, Michou Friesz, Andreas Patton, Nikolaus Barton, Valentin Postlmayr, Emanuel Fellmer, Birgit Stöger, Raphael Nicholas, Roman Blumenschein, Michael Pogo Kreiner, Christina Maria Sutter und Judith Prieler[15]

### Intendanz Alexander Paul Kubelka (seit 2023)
- 2023: Jakob Nolte: Don Quijote nach Miguel de Cervantes
  - Regie: Alexander Paul Kubelka, mit Gregor Seberg, Lukas Spisser, Clara Montocchio, Max Tschida, Tobias Faulhammer[16]
- 2024: Heinrich von Kleist: Amphitryon
  - Regie: Alexander Paul Kubelka, mit Gregor Seberg als Sosias und Merkur, Jakob Seeböck als Amphitryon und Jupiter, Larissa Fuchs als Alkmene, Daniela Golpashin als Charis[17]
- 2025: Peter Turrini: Schubert, für immer und ewig (Uraufführung)
  - Regie: Alexander Paul Kubelka, mit Stephan Bieker, Lenya Gramß, Andrei Viorel Tacu, Felix Oitzinger, Lisa Schrammel, Fanny Holzer, Clara Frühstück, Oliver Welter[18]